# Talang Ubi Selatan
Talang Ubi Selatan is een bestuurslaag in het regentschap Muara Enim van de provincie Zuid-Sumatra, Indonesië. Talang Ubi Selatan telt 6193 inwoners (volkstelling 2010).